# 赤橋登子
赤橋登子（あかはし とうし，1306年—1365年5月25日）， 德治元年出生，鎌倉時代、南北朝女性人物。室町幕府第一代将軍足利尊氏之妻子。
北条氏一族仅次于得宗的赤橋流出身。父为北条久時。兄为鎌倉幕府最後执权北条守時、最後鎮西探題北条英時。其子室町幕府2代将軍足利義詮、初代鎌倉公方足利基氏，其女鶴王。
正慶2年（1333年），足利尊氏镇压关西反幕府势力，她和儿子千寿王（後足利義詮）鎌倉做人质（《太平記》）。之後，尊氏和反幕府合流，赤桥登子母子在鎌倉逃出投奔新田义贞，新田義貞率軍灭亡北条氏一族。
尊氏建立室町幕府，赤桥登子叙从二位御台所。延文3年（1358年），尊氏去世，登子被尊称为“大方殿”，又因出家为尼，号“大方禅尼”。北朝貞治4年（南朝正平20年）五月初四（1365年5月25日）赤桥登子去世，享年60岁。戒名登真院殿定海大禅定尼。在等持院火葬。追贈从一位。

## 戏剧
- 《太平記》（1991年NHK大河剧，演员：泽口靖子）